# Saint-Georges-de-Poisieux
Saint-Georges-de-Poisieux ist eine französische Gemeinde mit 435 Einwohnern (Stand: 1. Januar 2022) im Département Cher in der Region Centre-Val de Loire; sie gehört zum Arrondissement Saint-Amand-Montrond und zum Kanton Châteaumeillant.

## Geographie
Saint-Georges-de-Poisieux liegt etwa 55 Kilometer südlich von Bourges. Der Fluss Cher begrenzt die Gemeinde im Nordosten. Umgeben wird Saint-Georges-de-Poisieux von den Nachbargemeinden Bouzais im Norden, Saint-Amand-Montrond im Nordosten, Drevant im Nordosten und Osten, La Groutte im Osten, Ainay-le-Vieil im Osten und Südosten, La Celette im Südosten und Süden, Faverdines im Süden, sowie Arcomps im Westen.
Durch die Gemeinde führt die Autoroute A71.

## Bevölkerungsentwicklung
| Jahr                       | 1962 | 1968 | 1975 | 1982 | 1990 | 1999 | 2006 | 2019 |
| -------------------------- | ---- | ---- | ---- | ---- | ---- | ---- | ---- | ---- |
| Einwohner                  | 341  | 308  | 292  | 302  | 373  | 357  | 372  | 447  |
| Quellen: Cassini und INSEE |      |      |      |      |      |      |      |      |

## Sehenswürdigkeiten
- Kirche Saint-Georges in Poisieux aus dem 12. Jahrhundert, Monument historique seit 1907
- Kirche Saint-Paul in der Ortschaft Soye-l'Église aus dem 12. Jahrhundert, seit 1921/1965 Monument historique
- Schloss Poisieux aus dem 14. Jahrhundert, Umbauten aus dem 16. und 19. Jahrhundert, seit 2009 Monument historique

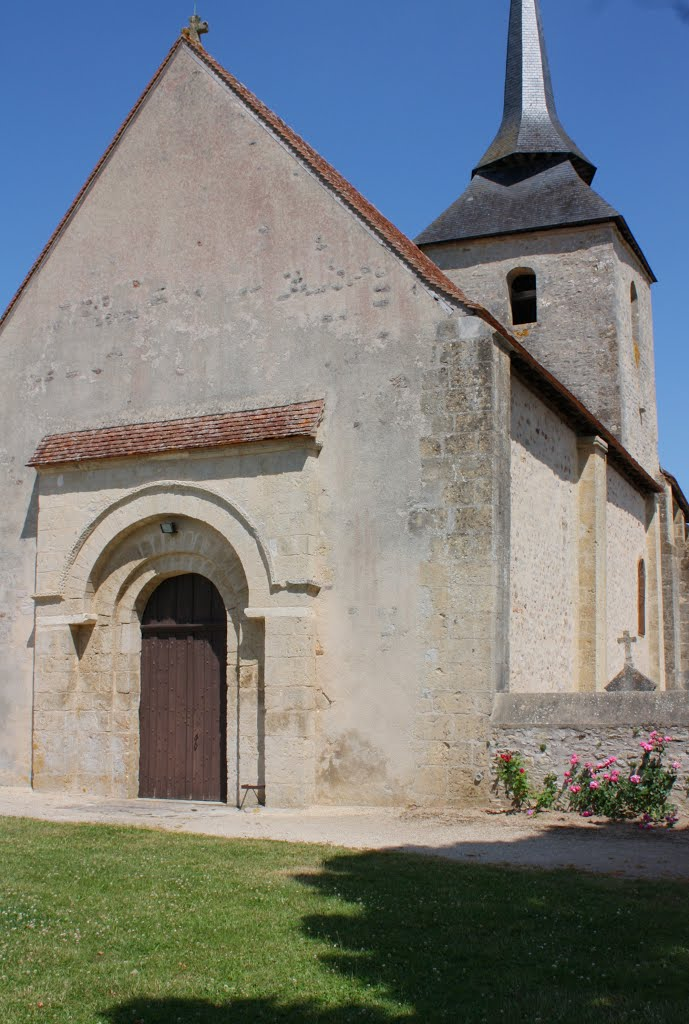
Kirche Saint-Georges